# 卡拉蒂早熟禾
卡拉蒂早熟禾（学名：Poa karateginensis）为禾本科早熟禾属下的一个种。